# 恰加里夫卡
48°55′54″N 26°15′38″E / 48.93167°N 26.26056°E
恰加里夫卡（烏克蘭語：Чагарівка），是烏克蘭西部的村莊，隸屬赫梅利尼茨基州的卡緬涅茨-波多利斯基區。該村面積0.78平方公里，海拔高度279米，2001年人口182。